# Tuffi
Tuffi (1946, India-1989, París, Francia) fue una elefanta de circo que se hizo famosa en Alemania Occidental en el año 1950 cuando cayó accidentalmente del Wuppertaler Schwebebahn al río Wupper.
El 21 de julio de 1950, el maestro de ceremonias Franz Althoff hizo viajar a Tuffi, entonces de cuatro años, en el monorriel suspendido en Wuppertal, como truco publicitario. La elefanta bramó salvajemente y corrió a través del vagón, atravesó una ventana y cayó desde 12 metros al río Wupper, aunque sobrevivió, sufriendo solo heridas leves. Mientras se había desatado el pánico en el vagón y algunos pasajeros resultaron heridos. Althoff ayudó a la elefanta a salir del agua. Tanto el director del circo como el funcionario que había permitido el paseo fueron multados.
Tuffi fue vendida al Cirque Alexis Gruss en 1968; murió allí en 1989.
Todavía existe una imagen manipulada de la caída y un edificio cerca del lugar del incidente, entre las estaciones Alter Markt y Adlerbrücke, presenta una pintura mural de Tuffi. Una fábrica de leche local ha elegido el nombre como marca.
La información turística de Wuppertal mantiene una variedad de recuerdos relacionados con Tuffi, y los sitios web locales muestran imágenes originales.
En 1970, Marguerita Eckel y Ernst-Andreas Ziegler publicaron un libro ilustrado para niños sobre el incidente titulado Tuffi und die Schwebebahn.